# Kevin Harley
Kevin Harley, né le 20 avril 1994, à Trappes, en France, est un joueur français de basket-ball. Il évolue aux postes de meneur et d'arrière.

## Palmarès
En 2018, il remporte le concours de dunk de la 33e édition du All-Star Game LNB.